# بلدية تيرفته
بلدية تيرفته هي بلدية في لاتفيا، بلغ عدد سكانها 4٬751  نسمة، عاصمتها Zelmeņi ‏.

## الموقع
تشترك في الحدود مع:
- بلدية أوكه
- بلدية دوبيل
- بلدية جيلغافا.

## التقسيمات الإدارية
- Augstkalne Parish [الإنجليزية]‏
- Bukaiši Parish [الإنجليزية]‏
- Tērvete Parish [الإنجليزية]‏.